# 류몬촌 (와카야마현)
류몬촌(竜門村)은 와카야마현 나가군에 설치되었던 촌이다. 현재의 기노카와시에 해당한다.